# جینا روسرو
جینا روسرو (به انگلیسی: Geena Rocero) (زاده ۱۹۸۳) مدل فیلیپینی-آمریکایی است.
او یک زن ترنس است.